# Prefeito da frota

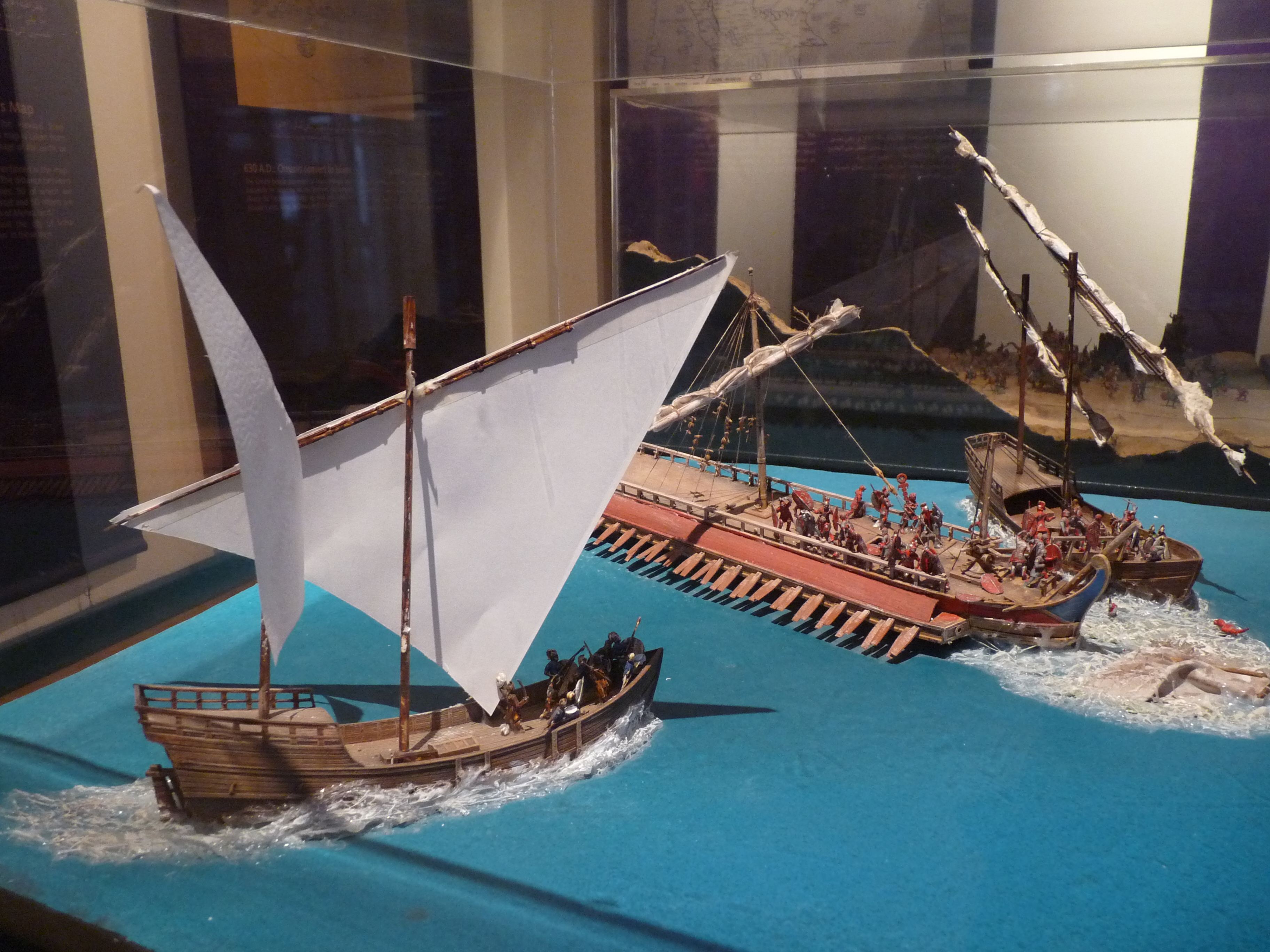
Reconstituição da apreensão de frota pirata pela marinha romana.

Prefeito da frota (em latim: præfectus classis) era o almirante de uma das frotas militares baseadas no Mediterrâneo, no Ponto Euxino (Mar Negro) ou ao longo dos grandes rios europeus (como o Reno e o Danúbio). Eram cidadãos romanos de ordem equestre e faziam parte da prefeitura romana. Seu principal subordinado e, em casos particulares, seu substituto, era o subprefeito da frota (em latim: subpræfectus classis).
A função foi criada na época da Primeira Guerra Púnica, na década de 260 a.C., quando os romanos criaram suas primeiras frotas para enfrentar Cartago, até o final do Império Romano no século V. 

## História
Durante o período republicano, o comando da frota era deixado ao encargo de um magistrado ou um promagistrado, normalmente de status consular ou pretorial. Durante as Guerras Púnicas, por exemplo, um cônsul comandava a fronta e o outro, o exército em terra. Nas sucessivas guerras travadas no oriente, os pretores assumiram o comando das frotas. Todavia, como estas pessoas tinham também outros encargos de natureza política, a gestão efetiva da frota ou das esquadras navais era entregue a um subordinado, o legado, geralmente alguém experiente em assuntos navais. Foi durante a Primeira Guerra Púnica que apareceu pela primeira vez o "prefeito da frota" segundo Lívio.
Durante o período imperial, com Augusto, os prefeitos da frota se transformaram em procuradores do Augusto, cada uma a frente de uma frota permanente. As duas maiores eram a Classis Ravennatis e a Classis Misenensis, baseadas em Ravena e Miseno respectivamente. Estes postos foram ocupados inicialmente ocupados por pessoas da ordem equestre ou, a partir de Cláudio, pelos seus libertos, o que garantiu um controle imperial direto sobre as várias frotas. A partir da dinastia flaviana, a condição de "prefeito" passou a ser ocupada somente por equestres com experiência militar e que haviam feito carreira nas militiae equestri. Também neste caso, o prefeito, dotado de experiência militar, era também um político com pouca experiência naval e contava com seus subordinados para as ações do dia-a-dia.

## Hierarquia

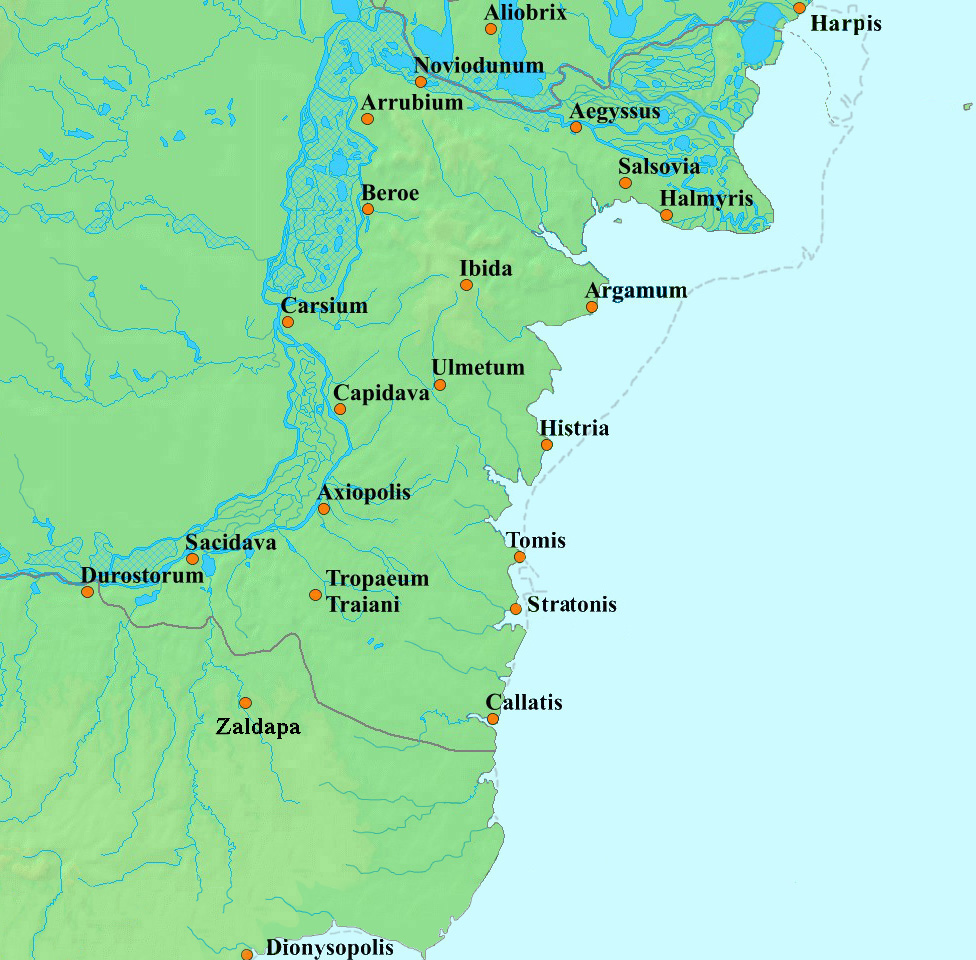
Principais cursos fluviais da Mésia, bases da Classis Moesica.

A carreira de prefeito era parte do cursus honorum da ordem equestre:
- Militiae equestri: prefeito da coorte, prefeitura de Roma (vigili, urbano, pretório), prefeito das alas, prefeito da legião (a partir de Sétimo Severo).
- Prefeitura: Prefeito da frota, prefeito anonário, prefeito do Egito, prefeito do pretório. Estas três posições eram consideradas o topo da carreira de um equestre.

Havia uma substancial diferença de patente, a importância no cursus honorum, entre os prefeitos da frota, o que se refletia inevitavelmente no stipendium entre eles:
- Os prefeitos das duas frotas pretoriais (Misenensis e Ravennatis) eram enquadrados como procuradores ducenários e recebiam cerca de 200 000 sestércios anuais;
- O prefeito da Classis Germanica, da Classis Britannica e, mais tarde, da Classis Pontica eram procuradores centenários e recebiam 100 000 sestércios anuais.
- Os demais prefeitos da frota eram denominados procuradores sexagenários e recebiam 60 000 sestércios anuais

## Frotas
- Miseno (Porto Júlio)[9]:  Classis Misenensis[10] e Classis Ravennatis[11]
- Gesoriacum: Classis Britannica
- Castra Vetera e Colônia Agripina: Classis Germanica
- Aquinco: Classis Pannonica
- Sexaginta Prista e Novioduno: Classis Moesica
- Trapezus: Classis Pontica
- Alexandria: Classis Alexandrina[12]